# フリースラント王国
フリースラント王国 (フリースラントおうこく、西フリジア語: Fryske Keninkryk)、または大フリジア (オランダ語: Magna Frisia) は、650年から734年にかけて存在したフリース人の国家。中心地はユトレヒトで、ズウィンからヴェーザー川にかけての海岸沿いの長大な領域にまたがっていたが、734年のボーン川の戦いでフランク王国に敗れ滅亡した。当時ヨーロッパの広い範囲で育ちつつあった封建制はまったく見られず、小国が林立しながら、外国の侵攻に際しては指導者を選出して団結して抵抗した。

## ゲルマン民族移動時代以前
古代にはゾイデル海とエムス川の間の低地領域にフリーシー人が住んでいた。300年以前には、フリーシー人の他にカウキー族、サクソン人、アングル人といったゲルマン人がゾイデル海からユトランド半島南部の間の海岸線に住み着いた。これらの民族は物質文化を共有していたため、考古学的に特定することができない。1世紀のローマ帝国の文書には、二人のフリースラントの王マロリクスとヴェッリトゥスがローマを訪れたことが記録されている。400年ごろ以降にはフリーシー人の考古学的な物証がなく、土地を追われ消滅したものと考えられる。

## ゲルマン民族大移動
民族大移動時代以降、新たにフリース人が形成され、ネーデルラントの北部や西部に定住した。これはアングル人、サクソン人、ジュート人、フリーシー人が混合したものと考えられている。(p792)フリース人の諸部族は戦時以外は緩い結束しか持たず、特定の部族が強大化することも無かった。7世紀の半ばになると独特の王権が生まれ、フリース人の最大版図を築いた。

## 社会体制
初期のフリース人に関する記録によると、エセリング（ラテン語史料では「貴族」と表現）、フリリング（frilings）という名前がみられる。どちらも「自由フリジア人」という意味に通じている。またフリースラントにはラテンもしくはリテン(laten, liten)と呼ばれる農奴がいた。(p202)

## 三王の時代
現存する史料にのこっているフリースラント王は3人しかいない。なおフランクの史料では、彼らを王ではなく公（dukes）と呼んでいる。

### アルドギスル
アルドギスル王のもとで、フリース人はフランク王国宮宰エブロインと衝突した。この時代、アルドギスル王は自らの力でフランク人を押し返す力を持っていた。678年にはイングランドのキリスト教聖職者でフランク人と対立していたウィルフリドを招き歓待した(p795)。

### レッドボット

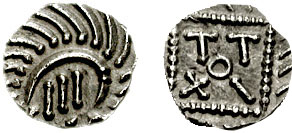
フリースラントのシャット銀貨　710年ごろ–735年

レッドボットの時代には、対フランクの情勢が大きく変わった。690年代、アウストラシア宮宰ピピン2世が侵攻し、ドレスタットの戦いでフリース人を破った。これによりフランク王国にドレスタットやユトレヒトなどを奪回された。この時の領土や両国の関係はあまり定かでなく、ウィリブロルドらによるカトリックの宣教が695年から始まり、ユトレヒトに僧院が造られた。また711年にはピピン2世の長子グリモアルド2世とレッドボットの娘テウデシンダが結婚している(p794)。
714年にグリモアルド2世とピピン2世が立て続けに死去し、フランク王国全体で内乱が起きると、レッドボットは積極的に介入し、立場を逆転させた。フランク王キルペリク2世やネウストリア宮宰ラガンフリドと同盟を結び、716年にアウストラシアに侵攻するとケルンの戦いでカール・マルテルに勝利した。そのままケルンを攻略してプレクトルードを降伏させ、莫大な財宝を持ってフリースラントへの帰途についたが、途中のアンブレーヴの戦いでカール・マルテルに敗れ、一部の戦利品を奪回された。レッドボットは2度目の侵攻を目論み大軍を組織したが、出征前に病に倒れ719年秋に死去した(p90)。
レッドボットの後をだれが継いだのか、詳しくは明らかになっていない。彼の死後、フランク王国の内乱を制したカール・マルテルがフリースラントに侵攻しこれを容易に従属させたことから、フリースラントでも後継者争いが激化していたことがうかがえる。フリース人の抵抗はあまりにも弱く、カール・マルテルはフリー川まで征服してしまった(p795)。

### ポッポ
733年、フリース人はフランク軍の侵攻を受けイースターホアへ撤退した。翌734年にはカール・マルテルが自らフリースラントに遠征し、ボーン川の戦いでフリース人は敗北し(p795)、フリースラント王ポッポも戦死した。フランク人は征服地を徹底的に略奪し、異教の聖域に放火し破壊した。

## フランク王国による征服後
ボーン川の戦いののち、フランク王国はラウエルス川までのフリースラントを併合した。785年、カール大帝がラウエルス川を越えてザクセン人と戦い、ヴィドゥキントを破った。カロリング朝期にはグレワン（grewan）という長官がフリースラントを支配した。これは伯に相当する役職だが、封建制下の身分というよりはむしろ前封建的な統治者に近かった。(p205)。カール大帝の時代、「フリース人の法」がラテン語で記録された。
11世紀までは、フリー川以西を治める独立したフリースラント伯が存在したとされる。しかし1101年、ホラントのフロリス2世が「ホラント伯」の称号で言及されるようになり、このことからフリースラントの独立が失われていることがうかがえる。ホラントとは「木の土地」（古ネーデルラント語: holt lant）を意味するものと考えられ、後のホラント伯領の中核ドルトレヒト周辺の地帯を指した。1291年、ホラント伯フロリス5世は自らを「ホラント・ゼーラント伯、フリースラントの領主」と名乗り始めた。この称号は後にホラント伯領がエノー伯、バイエルン＝シュトラウビング、ブルゴーニュ公国へと併合されていく過程でも継承されていった。同時にその称号は次第に意味を失っていき、最後の「フリースラント伯」フェリペ2世のときには、その称号はフェリペ2世自身の長い称号の中途に埋もれた一称号に過ぎないものとなった。